# Porcellio klugii
Porcellio klugii är en kräftdjursart som beskrevs av Brandt 1833. Porcellio klugii ingår i släktet Porcellio och familjen Porcellionidae. Inga underarter finns listade i Catalogue of Life.